# Holdvilág község
Holdvilág község (románul: Comuna Hoghilag) község Szeben megyében, Romániában. Központja Holdvilág, beosztott falvai Prod és Váldhíd.

## Fekvése
Nagyszebentől 80, Erzsébetvárostól 2 kilométerre található. A DJ 142E megyei úton közelíthető meg; a DN14-es főúttól és a 300-as vasúti fővonaltól egyaránt 2 kilométerre van. Szomszédai: északon Csatófalva község, keleten Szászszentlászló község, délen Nagykapus, nyugaton Erzsébetváros. A község keleti határát részben a Nagy-Küküllő alkotja.

## Népessége
1850-től a népesség alábbiak szerint alakult:
| Lakosok száma | 2417 | 2359 | 2649 | 2597 | 2801 | 2658 | 1960 | 2154 | 2172 | 2123 |
|               | 1850 | 1880 | 1900 | 1920 | 1941 | 1977 | 1992 | 2002 | 2011 | 2021 |

A 2011-es népszámlálás adatai alapján a község népessége 2172 fő volt, melynek 66,53%-a román, 24,26%-a roma és 3,36%-a magyar. Vallási hovatartozás szempontjából a lakosság 85,68%-a ortodox, 4,74%-a pünkösdista, 1,38%-a református és 1,01%-a római katolikus.

## Nevezetességei
A község területéről az alábbi épületek szerepelnek a romániai műemlékek jegyzékében:
- a holdvilági evangélikus templom (LMI-kódja SB-II-a-B-12399)
- a váldhídi erődtemplom (SB-II-a-A-12577)